# سيمون ناغل
سيمون ناغل (بالدنماركية: Simon Nagel)‏ (5 يوليو 1985 في الدنمارك - ) هو لاعب كرة قدم دانمركي في مركز الوسط. شارك مع منتخب الدنمارك تحت 21 سنة لكرة القدم. أما مع النوادي، فقد لعب مع نادي سيلكيبورج ونادي فايله ونادي فيبورج ونادي هورسينس وFC Hjørring ‏.

## وصلات خارجية
- سيمون ناغل على موقع قاعدة بيانات كرة القدم.إي يو (الإنجليزية)